# ازال بن يقطن
هو أزال بن قحطان بن عابر بن شالخ بن أرفخشذ بن سام بن نوح  أطلق اسم صنعاء على اسمه بينما كانت سابقًا تسمى على اسم سام بن نوح ( سام الأولى ) ثم تغيرت إلى ( أزال ) حتى الحملة الحبشية الأولى على اليمن سنة 340 للميلاد 